# Deutsche Eishockey-Meisterschaft 1930
Die Deutsche Eishockey-Meisterschaft 1930 war die 14. Austragung dieser Titelkämpfe.
Die Spiele um die Meisterschaft fanden vom 11. bis 13. Januar 1930 im Berliner Sportpalast statt.

## Teilnehmer
Teilnehmen konnten die Meister und Vizemeister der Unterverbände:
- Brandenburger Eissportverband (Berlin, Meisterschaft erst im April 1930 beendet):
  - SC Brandenburg (Meister)
  - Berliner Schlittschuhclub (Vizemeister)
- Bayerischer Eissport-Verband (Finale erst im März 1930):
  - SC Riessersee (Meister)
  - EV Füssen (Vizemeister)
- Landesverband Ostdeutschland (Ostpreußen):
  - VfL Rastenburg
  - VfB Königsberg

## Vorrunde

### Gruppe A
| Januar 1930 | Berliner Schlittschuhclub Jaenecke R.Ball (Holsboer) Jaenecke (2) | 4:1 (3:1, 0:0, 1:0) | VfB Königsberg G. Tellitzky | Berliner Sportpalast, Berlin |

| Januar 1930 | Berliner Schlittschuhclub Jaenecke R.Ball Römer (Jaenecke) Jaenecke Jaenecke (H.Ball) Jaenecke (2) R.Ball | 8:1 (2:0, 3:0, 3:1) | ESV Füssen Lintner | Berliner Sportpalast, Berlin |

| Januar 1930 | ESV Füssen | 4:1 0 | VfB Königsberg | Berliner Sportpalast, Berlin |

|    |                           | Sp | S | U | N | Tore  | Punkte |
| -- | ------------------------- | -- | - | - | - | ----- | ------ |
| 1. | Berliner Schlittschuhclub | 2  | 2 | 0 | 0 | 12:02 | 4:0    |
| 2. | ESV Füssen                | 2  | 1 | 0 | 1 | 05:09 | 2:2    |
| 3. | VfB Königsberg            | 2  | 0 | 0 | 2 | 02:08 | 0:4    |

Abkürzungen: Sp = Spiele, S = Siege, U = Unentschieden, N = Niederlagen

### Gruppe B
| Januar 1930 | SC Brandenburg Berlin | 3:1 0 | SC Riessersee | Berliner Sportpalast, Berlin |

| Januar 1930 | SC Riessersee Schröttle, Scheublein (?) | 6:0 0 | VfL Rastenburg | Berliner Sportpalast, Berlin |

| Januar 1930 | SC Brandenburg Berlin Kummetz Herker Kuklinski Herker ? | 5:1 (2:1, 2:0, 1:0) | VfL Rastenburg Unger | Berliner Sportpalast, Berlin |

|    |                       | Sp | S | U | N | Tore  | Punkte |
| -- | --------------------- | -- | - | - | - | ----- | ------ |
| 1. | SC Brandenburg Berlin | 2  | 2 | 0 | 0 | 08:02 | 4:0    |
| 2. | SC Riessersee         | 2  | 1 | 0 | 1 | 07:03 | 2:2    |
| 3. | VfL Rastenburg        | 2  | 0 | 0 | 2 | 01:11 | 0:4    |

Abkürzungen: Sp = Spiele, S = Siege, U = Unentschieden, N = Niederlagen

## Spiel um Platz 3
| 13. Januar 1930 | ESV Füssen Lintner, Möst, Werthmann | 3:0 (1:0, 2:0, 0:0) | SC Riessersee | Berliner Sportpalast, Berlin |

## Finale
| 13. Januar 1930 | Berliner Schlittschuhclub R.Ball (Jaenecke) Jaenecke (R.Ball) Jaenecke Jaenecke (Römer) Römer R.Ball (3) Jaenecke (R.Ball) | 9:1 (0:0, 4:1, 1:0) | SC Brandenburg Berlin Herker (Kummetz) | Berliner Sportpalast, Berlin |

### Meistermannschaft
| Deutscher Meister 1930 Berliner Schlittschuhclub | Gerhard Ball Max Holsboer, Gustav Jaenecke, Erich Römer, Reichenheim, Rudi Ball, Heinz Ball, Werner Korff, Alfred Heinrich |